# Sancti-Spíritus (Kasztília és León)
Sancti-Spíritus egy község Spanyolországban, Salamanca tartományban. Sancti-Spíritus Ciudad Rodrigo, Castillejo de Martín Viejo, Retortillo, Olmedo de Camaces, Bañobárez, Fuenteliante, Martín de Yeltes, Castraz, Alba de Yeltes és Tenebrón községekkel határos. Lakosainak száma 731 fő (2024).

## Népesség
A település népessége az elmúlt években az alábbi módon változott:
| Lakosok száma | 1156 | 1001 | 949  | 930  | 856  | 879  | 841  | 804  | 741  | 731  |
|               | 2001 | 2004 | 2007 | 2009 | 2012 | 2014 | 2017 | 2019 | 2022 | 2024 |